# Asier Maeztu Villabeitia
Asier Maeztu Villalabeitia (San Sebastián, 14 de octubre de 1977) es un deportista español que compitió en ciclismo en las modalidades de pista, especialista en las pruebas de persecución, y ruta.
Participó en dos Juegos Olímpicos de Verano, obteniendo una medalla de bronce en Atenas 2004, en la prueba de persecución por equipos (junto con Carlos Castaño, Sergi Escobar y Carlos Torrent), y el séptimo lugar en Pekín 2008 en la misma disciplina.
Ganó una medalla de bronce en el Campeonato Mundial de Ciclismo en Pista de 2004.

## Medallero internacional
| Juegos Olímpicos   | Juegos Olímpicos      | Juegos Olímpicos  | Juegos Olímpicos        |
| Año                | Lugar                 | Medalla           | Competición             |
| ------------------ | --------------------- | ----------------- | ----------------------- |
| 2004               | Atenas (Grecia)       | Medalla de bronce | Persecución por equipos |
| Campeonato Mundial |                       |                   |                         |
| Año                | Lugar                 | Medalla           | Competición             |
| 2004               | Melbourne (Australia) | Medalla de bronce | Persecución por equipos |

## Palmarés
2003
- 2.º en el Campeonato de España Persecución Individual
- 2.º en el Campeonato de España Madison (haciendo pareja con Aitor Alonso)

2004
- 3.º en el Campeonato del Mundo Persecución por equipos (haciendo equipo con Carlos Castaño, Sergi Escobar y Carlos Torrent)
- 2.º en el Campeonato de España Madison (haciendo pareja con Aitor Alonso)
- 3.º en el Campeonato Olímpico Persecución por equipos (haciendo equipo con Carlos Castaño, Sergi Escobar y Carlos Torrent)

2005
- Campeonato de España Madison (haciendo pareja con Mikel Gaztañaga)

2007
- 3.º en el Campeonato de España Persecución

2008
- 1 etapa de la Vuelta a Chiapas

2009
- 3.º en el Campeonato de España Persecución
- Campeonato de España Madison (haciendo pareja con Unai Elorriaga)
- 3.º en el Campeonato de España Puntuación

2012
- 3.º en el Campeonato de España Persecución por Equipos (haciendo equipo con Unai Elorriaga, Iban Leanizbarrutia e Illart Zuazubiskar)